# Cerritosaurus
Cerritosaurus es un género extinto de arcosauromorfo proterocámpsido que vivió durante el Triásico Superior en el Geoparque de Paleorrota. Está representado por una sola especie, C. binsfeldi. Fue encontrado en la Formación Santa María, en Brasil.
Sus restos fósiles fueron recogidos en 1941 por el jesuita Antonio Binsfeld, en el sitio Paleontológico Sanga da Alemoa en Santa Maria. Cerca de allí, hay una pequeña montaña llamada Cerrito, de la que procede el nombre del género.